# Madison (Contea di Armstrong, Pennsylvania)
Madison è una township degli Stati Uniti d'America, nella contea di Armstrong nello Stato della Pennsylvania. Secondo il censimento del 2000 la popolazione è di 943 abitanti.

## Società

### Evoluzione demografica
La composizione etnica vede una prevalenza della razza bianca ( 98,94%), seguita quella afroamericana (0,42%), dati del 2000.
| township di Madison Popolazione |     |
| 2000                            | 943 |
| Stima al 01-07-07               | 881 |